# Scopula albidulata
Scopula albidulata là một loài bướm đêm trong họ Geometridae.